# Blahotice
Blahotice (německy Blahtitz) jsou malá vesnice, část města Slaný v okrese Kladno ve Středočeském kraji. Leží v údolí Červeného potoka asi 2,5 kilometru východně od Slaného; prochází jimi silnice I/16, která spojuje Slaný a Velvary. V Blahoticích se na Červeném potoce nachází Blahotický rybník, ve skutečnosti rozdělený hrází s polní cestou na rybníky dva – malý (plocha 5,3 hekatru, objem 80 tisíc m³) a velký (plocha 16,2 hekatru, objem 483 tisíc m³). Blahotice jsou významným ovocnářským střediskem – téměř celé jejich okolí mezi Slaným, Vítovem a Knovízí pokrývají jabloňové sady.

## Historie
Nejstarší zmínka o vsi pochází z roku 1088, kdy měla v Blahoticích (Blagoticih) majetek vyšehradská kapitula. Ve 14. a počátkem 15. století byla ves v držení vladyk z Blahotic erbu dvou plamenných kruhů, kteří zde měli tvrz. Roku 1316 se jmenuje Dobrohost, syn Vícemila z Blahotic v dědické při s Vícemilem z Kvíce, Václav z Blahotic († 1414) byl kanovníkem mělnickým, později farářem v Ústí nad Labem a děkanem v Litoměřicích. V 15. století se na Blahoticích usadili vladykové z Kutrovic, později Doupovcové z Doupova. Roku 1532 koupil Blahotice Jan Luníkovský z Vraného, ale za jeho dědiců tvrz na čas zpustla. Od roku 1563 byl majitelem Blahotic Václav Pětipeský z Chyš a Egrberka, který tvrz přestavěl v renesančním slohu. V roce 1590 však toto sídlo vyhořelo. Václav Pětipeský sice získal laskavostí císaře Rudolfa II. za 50 kop grošů dřevo na opravu pohořelé tvrze přímo z císařských křivoklátských lesů, panstvo však od té doby sídlilo více na Neprobylicích a blahotickou tvrz ani po jejím obnovení příliš nevyužívalo. Václavovu vnukovi Odolenu Pětipeskému byl majetek pro účast na stavovském odboji konfiskován a Blahotice dostal roku 1623 nejprve do zástavy a roku 1638 koupí (tehdy se naposledy připomíná blahotická tvrz) Jaroslav Bořita z Martinic. Až do zrušení feudálního zřízení pak ves náležela ke slánskému panství.

## Obyvatelstvo
| Rok            | 1869 | 1880 | 1890 | 1900 | 1910 | 1921 | 1930 | 1950 | 1961 | 1970 | 1980 | 1991 | 2001 | 2011 | 2021 |
| -------------- | ---- | ---- | ---- | ---- | ---- | ---- | ---- | ---- | ---- | ---- | ---- | ---- | ---- | ---- | ---- |
| Počet obyvatel | 145  | 191  | 174  | 159  | 140  | 141  | 122  | 65   | 70   | 69   | 52   | 19   | 23   | 23   | 27   |
| Počet domů     | 14   | 16   | 16   | 16   | 16   | 16   | 20   | 16   | 16   | 11   | 7    | 9    | 8    | 9    | 9    |

## Obecní správa
Při sčítání lidu v letech 1850–1920 Blahotice byly osadou obce Luníkov v okrese Slaný. V letech 1921–1960 byly osadou obce Vítov, se kterým patřily nejprve do okresu Slaný, ale od roku 1960 v okrese Kladno. Od 1. července 1960 jsou částí města Slaný v okrese Kladno.

## Pamětihodnosti
- Zámek Blahotice – nevýrazná mohutná dvoupatrová budova novorenesenčního slohu. Postaven roku v sousedství zaniklé tvrze roku 1870 baronem Wernerem Friedrichem z Riese Stallburku, dnes sídlo firmy Ekofrukt, oplocený a nepřístupný.
- Kaplička Panny Marie a svatého Kryštofa – po poškození autonehodou obnovena roku 2004